# 香花辣椒城
香花辣椒城是一个位于河南省南阳市淅川县香花镇的辣椒市场，曾是中国最大的辣椒专业市场，被国家工商总局认定为“中国第一辣椒城”。

## 简介
香花辣椒城于1992年5月动工兴建，同年11月竣工，分南北两个市场，占地150亩，建筑面积26400平方米，总投资2500万元人民币，1994年被中华人民共和国国家工商行政管理总局认定为中国第一辣椒城。

## 事故
2009年4月27日下午2点左右，香花辣椒城门市屋檐一排琉璃瓦坠落，击中正在分拣辣椒的奶孙2人，2人经抢救无效死亡，另有8人受伤。琉璃瓦前檐工程是当地政府为了亮化辣椒城而于2008年年底统一规划并与2009年3月完工的一个项目。造成死亡事故后，淅川县政府将辣椒城屋檐所有琉璃瓦统统敲碎。

## 参看
- 香花小辣椒